# Gefle IF Fotboll 2005
Gefle IF deltog säsongen 2005 i Allsvenskan och i Svenska cupen. Klubben spelade i Allsvenskan för första gången sedan 1984. Trots att man var starkt nedflyttningstippade slutade Gefle på 11:e plats. I Allvenskan blev mittfältaren Daniel Bernhardsson lagets bäste målskytt med åtta mål.

## Säsongen

### Försäsong
Efter en andraplats i Superettan 2004 var Gefle IF kvalificerade för högsta serien 2005. Det var första gången klubben skulle spela i Allsvenskan sedan 1984. Tränaren Kenneth Rosén hade lett föreningen under året, men avled den 27 december 2004. Pelle Olsson utsågs till ny tränare för säsongen 2005.
Under våren 2005 var Gefle starkt nedflyttningstippade av pressen, truppen ansågs inte hålla allsvensk nivå. Vid en omröstning inför säsongsstarten tippade 64 % av 300 tillfrågade (tränare och press) Gefle på 14:e och sista plats. Som jämförelse tippade blott 24 % den andre nykomlingen Assyriska FF på sista plats.
Klubbens två första nyförvärv blev Patrik Karlsson från Östers IF och Johan Claesson från IK Sirius. Bland spelare som inte fick nya kontrakt över 2005 var trotjänaren Mikael Edvardsson, Mikael Svensk, Rickard Axberg och Magnus Häll. Edvardsson, som hade en framträdande roll i avancemanget från Superettan och därtill agerade lagkapten riktade kritik mot klubbens nyförvärv för 2005.
Vid slutet av januari blev det klart med ett lån av Djurgårdens René Makondele.
Gefle spelade en träningsmatch mot den allsvenske kollegan Hammarby den 21 februari 2005, vilken man förlorade med 4–0 efter bland annat två mål av Pablo Piñones-Arce. I en träningsmatch mot Örebro SK på Cypern skadades Gefles målvakt Mattias Hugosson. Det befarades att han skulle missa den allsvenska premiären mot Kalmar FF. Då lagets ende andre målvakt var den orutinerade tonåringen Martin Sundström värvade Gefle Brages mer rutinerade målvakt Gerhard Andersson som förstärkning.
I mars värvade Gefle Antouman Jallow. Strax innan transerfönstret stängde gjorde man klart med kamerunske Josef Nguijol på ett kortttidskontrakt. Nguijol blev Gefles sista spelartillskott.

### Säsongen
Säsongspremiären spelade Gefle borta mot Kalmar FF den 10:e april. Trots att man tidigare befarat att målvakten Mattias Hugosson befarats missa premiären var han redo för spel. Matchen slutade 1–0 till Kalmar efter att Fabio Augusto gjort matchens enda mål i den 66:e minuten. Gefles insats beskrevs som blek och ansågs styrka allmänhetens tro om att laget inte skulle räcka till i Allsvenskan. Hemmapremiären på Strömvallen, mot Helsingborgs IF, slutade även den med förlust, trots att Daniel "Sulan" Westlin gjorde Gefles första allsvenska mål på tjugo år.
Efter ännu en förlust, mot Malmö FF, tog Gefle sina första poäng såväl som sin första seger i Allsvenskan när man den 1 maj besegrade Assyriska med 1–0 efter att Johan Claesson gjort matchens enda mål. Fyra dagar senare möttes lagen på nytt i svenska cupens tredje omgång. Denna gång vann Assyriska vilket innebar att det för Gefle var slutspelat i cupen.
Den 20:e maj tog Gefle sin dittills tyngsta seger då man vann med 2–0 mot Halmstads BK, tvåa i Allsvenskan 2004.
Den 26 juni vann Gefle bortamatchen mot Hammarby med 0–1, efter att Benny Mattsson gjort matchens enda mål. Då klubben under sina säsonger i Allsvenskan 1983 och 1984 inte vann någon bortamatch innebar segern mot Hammarby den första vunna allsvenska bortamatchen på 71 år. Gefle vann därefter sina två följande bortamatcher, mot IFK Göteborg och Landskrona BoIS, med samma resultat.
Den 21 augusti bärgade Gefle sin resultatmässigt största seger; man besegrade Halmstads BK med 4–1 på Örjans vall. René Makondele, som mycket hopp ställts till inför säsongen, hade haft det tufft spelmässigt men mot Halmstad stod han för ett mål och två målgivande passningar.
Mot slutet på säsongen hamnade Gefle i en formsvacka där de förlorade fyra matcher i rad. Klubben lyckades till sist säkra spel i Allsvenskan 2006 efter att ha vunnit de två sista matcherna, mot Malmö FF och Assyriska. Eftersom Landskrona BoIS i den sista omgången förlorade mot IFK Göteborg slutade Gefle på en poäng mer än Landskrona, som hamnade på negativ kvalplats.
| Nr | Lag             | S  | V | O | F  | GM | IM | MS  | P  |
| -- | --------------- | -- | - | - | -- | -- | -- | --- | -- |
| 10 | Halmstads BK    | 26 | 9 | 5 | 12 | 38 | 38 | 0   | 32 |
| 11 | Gefle IF        | 26 | 9 | 4 | 13 | 27 | 33 | −6  | 31 |
| 12 | Landskrona BoIS | 26 | 8 | 6 | 12 | 26 | 44 | −18 | 30 |
| 13 | GIF Sundsvall   | 26 | 6 | 7 | 13 | 31 | 46 | −15 | 25 |
| 14 | Assyriska FF    | 26 | 4 | 2 | 20 | 17 | 52 | −35 | 14 |

Gefle vann den inhemska Fair play-ligan vilket gav klubben en möjlighet att kvala till Uefacupen 2006/2007.

## Spelartruppen
| Nr | Land           | Pos | Namn                |
| -- | -------------- | --- | ------------------- |
| 1  | Sverige        | MV  | Mattias Hugosson    |
| 2  | Sverige        | F   | Thomas Hedlund      |
| 3  | Sverige        | F   | Joakim Karlsson     |
| 4  | Sverige        | F   | Mikael Thuresson    |
| 5  | Sverige        | F   | Andreas Revahl      |
| 7  | Sverige        | F   | Patrik Karlsson     |
| 8  | Sverige        | MF  | Johannes Ericsson   |
| 9  | Sverige        | A   | Daniel Ytterbom     |
| 10 | Kongo-Kinshasa | MF  | René Makondele      |
| 11 | Sverige        | MF  | Johan Claesson      |
| 12 | Sverige        | MF  | Daniel Bernhardsson |

| Nr | Land    | Pos | Namn              |
| -- | ------- | --- | ----------------- |
| 14 | Sverige | MF  | Mathias Woxlin    |
| 15 | Kamerun | MF  | Joseph Nguijol    |
| 16 | Sverige | F   | Magnus Wikström   |
| 17 | Sverige | F   | Patric Junerud    |
| 18 | Sverige | A   | Antouman Jallow   |
| 19 | Sverige | MF  | Jon Ericsson      |
| 20 | Sverige | A   | Daniel Westlin    |
| 21 | Sverige | A   | Benny Mattsson    |
| 22 | Sverige | MV  | Martin Sundström  |
| 23 | Sverige | MV  | Gerhard Andersson |

| Position    | Nat.           | Namn              | Ålder | Flyttar från       | Typ      |
| ----------- | -------------- | ----------------- | ----- | ------------------ | -------- |
| Målvakt     | Sverige        | Gerhard Andersson | 28    | IK Brage           | Transfer |
| Mittfältare | Sverige        | Johan Claesson    | 23    | IK Sirius          | Transfer |
| Anfallare   | Sverige        | Antouman Jallow   | 23    | Milwaukee Panthers | Transfer |
| Försvarare  | Sverige        | Patrik Karlsson   | 24    | Östers IF          | Transfer |
| Mittfältare | Kongo-Kinshasa | René Makondele    | 22    | Djurgårdens IF     | Lån      |
| Mittfältare | Kamerun        | Joseph Nguijol    | 27    | Sete FC            | Transfer |

| Position    | Nat.    | Namn              | Ålder | Flyttar till          | Typ                 |
| ----------- | ------- | ----------------- | ----- | --------------------- | ------------------- |
| Anfallare   | Sverige | Rickard Axberg    | 27    | Fick ej nytt kontrakt | Avslutade karriären |
| Mittfältare | Sverige | Mikael Edvardsson | 31    | Sandvikens IF         | Transfer            |
| Anfallare   | Sverige | David Hussein     | 20    | Söderhamns FF         | Transfer            |
| Försvarare  | Sverige | Magnus Häll       | 19    | Sandvikens IF         | Transfer            |
| Mittfältare | Sverige | Mikael Svensk     | 22    | Hudiksvalls ABK       | Transfer            |

## Matcher

### Allsvenskan
| 1 10 april 2005 | Kalmar FF         | 1 – 0 | Gefle IF | Kalmar                                                        |  |  |
|                 | Fábio Augusto 66′ |       |          | Arena: Fredriksskans Publik: 4 873 Domare: Stefan Johannesson |  |  |
|                 |                   |       |          |                                                               |  |  |

| 2 19 april 2005 | Gefle IF    | 1 – 2 | Helsingborgs IF             | Gävle                                                  |  |  |
|                 | Westlin 61′ |       | 58′ Hutchinson 73′ Graulund | Arena: Strömvallen Publik: 6 446 Domare: Miro Ulakovic |  |  |
|                 |             |       |                             |                                                        |  |  |

| 3 24 april 2005 | Malmö FF                         | 3 – 0 | Gefle IF | Malmö                                                      |  |  |
|                 | Høiland 13′ Skoog 37′ Olsson 90′ |       |          | Arena: Malmö Stadion Publik: 13 489 Domare: Martin Hansson |  |  |
|                 |                                  |       |          |                                                            |  |  |

| 4 1 maj 2005 | Gefle IF     | 1 – 0 | Assyriska FF | Gävle                                                   |  |  |
|              | Claesson 43′ |       |              | Arena: Strömvallen Publik: 5 727 Domare: Håkan Jonasson |  |  |
|              |              |       |              |                                                         |  |  |

| 5 9 maj 2005 | Djurgårdens IF                   | 3 – 1 | Gefle IF     | Stockholm                                                              |  |  |
|              | Kusi-Asare 53′ Ba 77′ Larsen 90′ |       | 77′ Ytterbom | Arena: Stockholms Olympiastadion Publik: 10 310 Domare: Håkan Jonasson |  |  |
|              |                                  |       |              |                                                                        |  |  |

| 6 16 maj 2005 | Gefle IF                    | 2 – 1 | GIF Sundsvall        | Gävle                                                   |  |  |
|               | Bernhardsson 9′ Westlin 58′ |       | 13′ (str.) Lundqvist | Arena: Strömvallen Publik: 4 630 Domare: Åke Andreasson |  |  |
|               |                             |       |                      |                                                         |  |  |

| 7 22 maj 2005 | BK Häcken               | 2 – 1 | Gefle IF    | Göteborg                                                   |  |  |
|               | Henriksson 4′ Marek 82′ |       | 25′ Westlin | Arena: Rambergsvallen Publik: 1 833 Domare: Håkan Jonasson |  |  |
|               |                         |       |             |                                                            |  |  |

| 8 29 maj 2005 | Gefle IF                   | 2 – 0 | Halmstads BK | Gävle                                                   |  |  |
|               | Bernhardsson 6′ Woxlin 10′ |       |              | Arena: Strömvallen Publik: 4 679 Domare: Jonas Eriksson |  |  |
|               |                            |       |              |                                                         |  |  |

| 9 12 juni 2005 | Örgryte IS        | 2 – 0 | Gefle IF | Göteborg                                                    |  |  |
|                | Paulinho 30′, 48′ |       |          | Arena: Gamla Ullevi Publik: 3 061 Domare: Martin Ingvarsson |  |  |
|                |                   |       |          |                                                             |  |  |

| 10 15 juni 2005 | Gefle IF   | 1 – 2 | IF Elfsborg                      | Gävle                                                     |  |  |
|                 | Woxlin 62′ |       | 31′ D. Alexandersson 85′ Sjöhage | Arena: Strömvallen Publik: 5 621 Domare: Peter Fröjdfeldt |  |  |
|                 |            |       |                                  |                                                           |  |  |

| 11 20 juni 2005 | Gefle IF | 0 – 0 | Landskrona BoIS | Gävle                                                   |  |  |
|                 |          |       |                 | Arena: Strömvallen Publik: 4 757 Domare: Martin Hansson |  |  |
|                 |          |       |                 |                                                         |  |  |

| 12 26 juni 2005 | Hammarby IF | 0 – 1 | Gefle IF     | Stockholm                                                    |  |  |
|                 |             |       | 75′ Mattsson | Arena: Söderstadion Publik: 10 219 Domare: Martin Ingvarsson |  |  |
|                 |             |       |              |                                                              |  |  |

| 13 6 juli 2005 | Gefle IF | 0 – 2 | IFK Göteborg           | Gävle                                                 |  |  |
|                |          |       | 39′ Ijeh 47′ Selakovic | Arena: Strömvallen Publik: 7 066 Domare: Leif Sundell |  |  |
|                |          |       |                        |                                                       |  |  |

| 14 20 juli 2005 | IFK Göteborg | 0 – 1 | Gefle IF         | Göteborg                                                 |  |  |
|                 |              |       | 16′ Bernhardsson | Arena: Gamla Ullevi Publik: 8 178 Domare: Martin Hansson |  |  |
|                 |              |       |                  |                                                          |  |  |

| 15 25 juli 2005 | Gefle IF        | 1 – 1 | Hammarby IF | Gävle                                                     |  |  |
|                 | Bernhardsson 7′ |       | 9′ Aubynn   | Arena: Strömvallen Publik: 7 211 Domare: Peter Fröjdfeldt |  |  |
|                 |                 |       |             |                                                           |  |  |

| 16 2 augusti 2005 | Landskrona BoIS | 0 – 1 | Gefle IF         | Landskrona                                                    |  |  |
|                   |                 |       | 72′ Bernhardsson | Arena: Landskrona IP Publik: 5 595 Domare: Stefan Johannesson |  |  |
|                   |                 |       |                  |                                                               |  |  |

| 17 8 augusti 2005 | GIF Sundsvall           | 2 – 2 | Gefle IF                              | Sundsvall                                                    |  |  |
|                   | Peter Olofsson 63′, 86′ |       | 74′ (str.) Woxlin 90+4′ Joh. Ericsson | Arena: Idrottsparken Publik: 6 547 Domare: Martin Ingvarsson |  |  |
|                   |                         |       |                                       |                                                              |  |  |

| 18 14 augusti 2005 | Gefle IF     | 1 – 3 | Djurgårdens IF                         | Gävle                                                   |  |  |
|                    | Mattsson 18′ |       | 21′, 31′ (str.) Sjölund 73′ Kusi-Asare | Arena: Strömvallen Publik: 7 198 Domare: Håkan Jonasson |  |  |
|                    |              |       |                                        |                                                         |  |  |

| 19 21 augusti 2005 | Halmstads BK | 1 – 4 | Gefle IF                                                      | Halmstad                                                   |  |  |
|                    | Preko 81′    |       | 14′ Makondele 47′ Mattsson 75′ (str.) Woxlin 80′ Bernhardsson | Arena: Örjans Vall Publik: 4 698 Domare: Daniel Stålhammar |  |  |
|                    |              |       |                                                               |                                                            |  |  |

| 20 28 augusti 2005 | Gefle IF | 0 – 0 | BK Häcken | Gävle                                                    |  |  |
|                    |          |       |           | Arena: Strömvallen Publik: 5 055 Domare: Keijo Hyvärinen |  |  |
|                    |          |       |           |                                                          |  |  |

| 21 12 september 2005 | IF Elfsborg  | 1 – 0 | Gefle IF | Borås                                                   |  |  |
|                      | Berggren 64′ |       |          | Arena: Borås Arena Publik: 8 545 Domare: Håkan Jonasson |  |  |
|                      |              |       |          |                                                         |  |  |

| 22 18 september 2005 | Gefle IF | 0 – 2 | Örgryte IS           | Gävle                                                   |  |  |
|                      |          |       | 26′ Aílton 58′ Mwila | Arena: Strömvallen Publik: 6 060 Domare: Martin Hansson |  |  |
|                      |          |       |                      |                                                         |  |  |

| 23 25 september 2005 | Gefle IF   | 1 – 2 | Kalmar FF               | Gävle                                                      |  |  |
|                      | Woxlin 75′ |       | 29′ Fábio 48′ Rosengren | Arena: Strömvallen Publik: 4 447 Domare: Martin Ingvarsson |  |  |
|                      |            |       |                         |                                                            |  |  |

| 24 2 oktober 2005 | Helsingborgs IF       | 2 – 1 | Gefle IF     | Helsingborg                                             |  |  |
|                   | Karekezi 13′ Dahl 40′ |       | 31′ Wikström | Arena: Olympia Publik: 8 227 Domare: Stefan Johannesson |  |  |
|                   |                       |       |              |                                                         |  |  |

| 25 16 oktober 2005 | Gefle IF                   | 2 – 1 | Malmö FF | Gävle                                                   |  |  |
|                    | Ytterbom 61′ Makondele 65′ |       | 13′ Pode | Arena: Strömvallen Publik: 5 583 Domare: Åke Andreasson |  |  |
|                    |                            |       |          |                                                         |  |  |

| 26 23 oktober 2005 | Assyriska FF | 0 – 3 | Gefle IF                         | Södertälje                                             |  |  |
|                    |              |       | 60′ Woxlin 80′, 87′ Bernhardsson | Arena: Bårsta IP Publik: 1 811 Domare: Keijo Hyvärinen |  |  |
|                    |              |       |                                  |                                                        |  |  |

#### Resultatsummering
| Sammanlagt | Sammanlagt | Sammanlagt | Sammanlagt | Sammanlagt | Sammanlagt | Sammanlagt | Sammanlagt | Hemma | Hemma | Hemma | Hemma | Hemma | Hemma | Borta | Borta | Borta | Borta | Borta | Borta |
| S          | V          | O          | F          | GM         | IM         | MS         | P          | V     | O     | F     | GM    | IM    | MS    | V     | O     | F     | GM    | IM    | MS    |
| ---------- | ---------- | ---------- | ---------- | ---------- | ---------- | ---------- | ---------- | ----- | ----- | ----- | ----- | ----- | ----- | ----- | ----- | ----- | ----- | ----- | ----- |
| 26         | 9          | 4          | 13         | 27         | 33         | −6         | 31         | 4     | 3     | 6     | 12    | 16    | −4    | 5     | 1     | 7     | 15    | 17    | −2    |

### Svenska cupen
| 2 21 april 2005 | Svenljunga IK | 0 – 2 | Gefle IF          | Svenljunga         |  |  |
|                 |               |       | 30′, 64′ Mattsson | Arena: Högvalla IP |  |  |
|                 |               |       |                   |                    |  |  |

| 3 4 maj 2005 | Assyriska FF             | 2 – 1 | Gefle IF         | Södertälje       |  |  |
|              | Lukanovic 53′ Gorkšs 79′ |       | 21′ Bernhardsson | Arena: Bårsta IP |  |  |
|              |                          |       |                  |                  |  |  |

## Målskyttar
| Nr | Namn                | Mål |
| -- | ------------------- | --- |
| 1  | Daniel Bernhardsson | 8   |
| 2  | Mathias Woxlin      | 6   |
| 3  | Daniel Westlin      | 3   |
| 3  | Benny Mattsson      | 3   |
| 4  | Daniel Ytterbom     | 2   |
| 4  | René Makondele      | 2   |
| 5  | Johan Claesson      | 1   |
| 5  | Johannes Ericsson   | 1   |
| 5  | Magnus Wikström     | 1   |

| Nr | Namn                | Mål |
| -- | ------------------- | --- |
| 1  | Benny Mattsson      | 2   |
| 2  | Daniel Bernhardsson | 1   |

| Nr | Namn                | Mål |
| -- | ------------------- | --- |
| 1  | Daniel Bernhardsson | 9   |
| 2  | Mathias Woxlin      | 6   |
| 3  | Benny Mattsson      | 5   |
| 4  | Daniel Westlin      | 3   |
| 5  | Daniel Ytterbom     | 2   |
| 5  | René Makondele      | 2   |
| 6  | Johan Claesson      | 1   |
| 6  | Johannes Ericsson   | 1   |
| 6  | Magnus Wikström     | 1   |